# El crimen de Oribe
El crimen de Oribe es una película en blanco y negro de Argentina dirigida por Leopoldo Torres Ríos y Leopoldo Torre Nilsson según el guion de este sobre la adaptación de Arturo Cerretani del cuento El perjurio de la nieve, de Adolfo Bioy Casares que se estrenó el 13 de abril de 1950 y que tuvo como protagonistas a Roberto Escalada, Carlos Thompson, Raúl De Lange y María Concepción César.
En una encuesta de las 100 mejores películas del cine argentino llevada a cabo por el Museo del Cine Pablo Ducrós Hicken en el año 2000, la película alcanzó el puesto 30.

## Sinopsis
Dos hombres y una misteriosa familia donde se repite siempre un día para salvar a una de sus hijas.

## Reparto
- Roberto Escalada	... 	José Luis Villafañe
- Carlos Thompson	... 	Carlos Oribe
- Raúl De Lange	... 	Luis Vermehren
- María Concepción César	... 	Lucía Vermehren
- Carlos Cotto	... 	Dr. Battis
- Diana Wells	... 	Eugenia
- Paula Darlán	... 	Ruth Vermehren
- Delia Cristiani	... 	Adelaida Vermehren
- Trudy Tomis	... 	Margarita Vermehren
- Arturo Arcari	... 	Américo
- Alberto Rinaldi
- Francisco Monet
- Juan Alberto Domínguez
- Max Citelli... 	Lacava
- José Sereno
- Miguel Leporace
- Rafael Ricardo
- Néstor Johan
- Mario Conflitti
- Néstor Yoan	... 	Periodista

## Comentarios
La revista Set  dijo:

”Un film que se sale de lo común y logra un verdadero impacto en el público culto que aprecia sin retaceos la verdadera calidad de su trama y realización.”

Por su parte Manrupe y Portela escriben:

”En su debut, Torre Nilsson eligió el cuento de Bioy y lo recreó con un clima especialmente sombrío, inquietud en los encuadres y también cierta solemnidad. El rito de la repetición está tratado con misticismo. Dentro de lo ortodoxo, un film ambicioso para la época.Raúl de Lange cumplió una actuación inolvidable. Torres Ríos sólo supervisó los primeros días de filmación.”